# شهرستان توچوان
شهرستان توچوان (به مغولی: ᠲᠦᠴᠢᠤᠸᠠᠨ ᠰᠢᠶᠠᠨ، به لاتین: Tüčiuvan siyan، معادل سیریلیک: Тучуань шянь)(به چینی: 突泉县، به پین‌یین: Tūquán Xiàn) یک شهرستان در چین است که در آیماق خینگان واقع شده‌است.
 شهرستان توچوان ۴٬۸۰۰ کیلومتر مربع مساحت و ۳۰۰٬۰۰۰ نفر جمعیت دارد و ۳۰۳ متر بالاتر از سطح دریا واقع شده‌است.